# Oily water separator
Pour les articles homonymes, voir OWS.

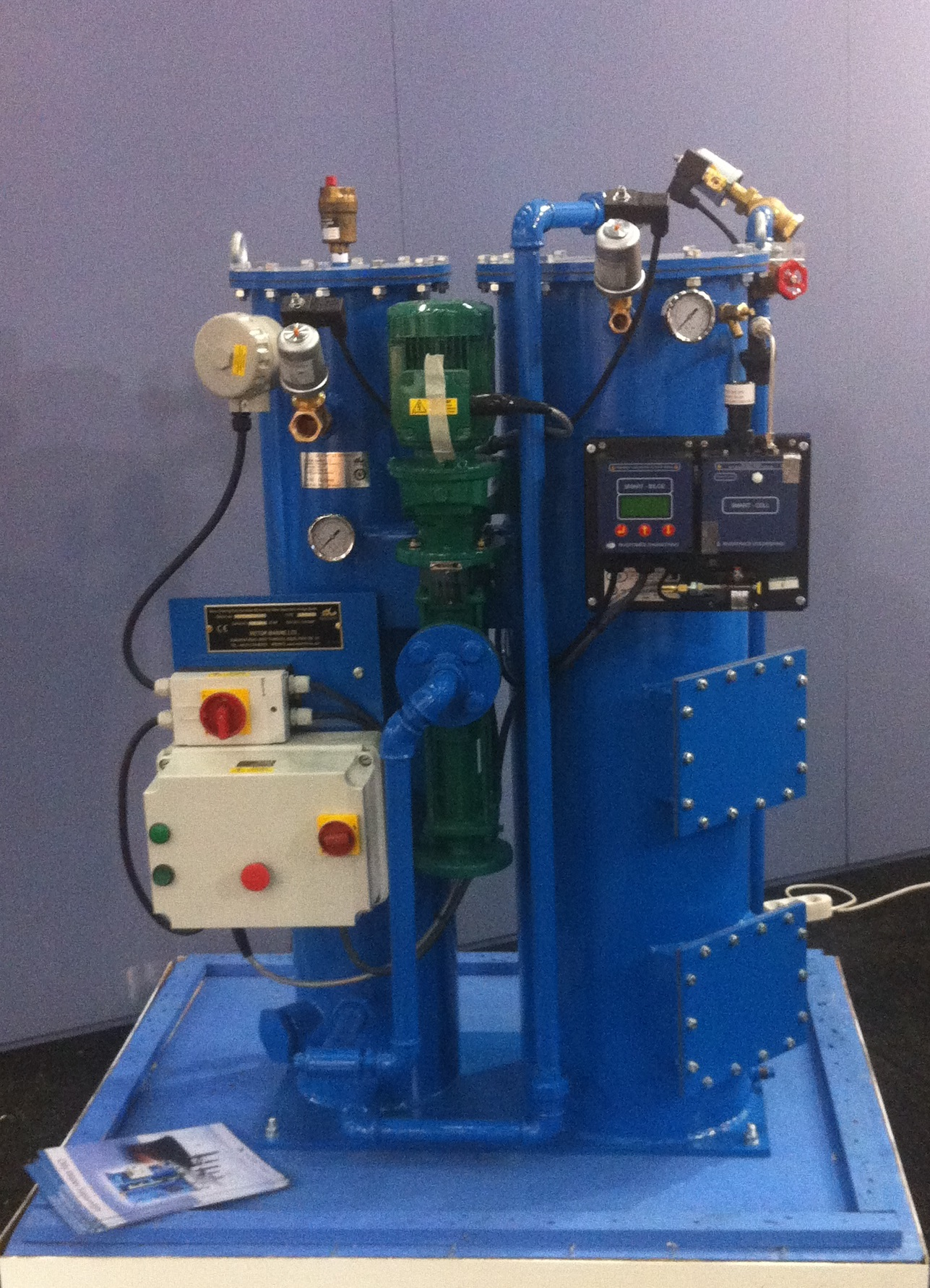

Oily water separator, terme abrégé en OWS, désigne une pièce d'équipement utilisée à bord d'un navire destinée à séparer l'huile de l'eau de cale avant de rejeter celle-ci par-dessus bord. Oily water separator peut se traduire par « séparateur d'huile ».

## Enjeux et réglementation
L'eau de cale est un produit inévitable dans les opérations maritimes. Celle-ci généralement produite à proximité d'équipements de bord (tels que la salle des machines) contient souvent de l'huile, et sa décharge résulterait en un indésirable transfert de déchets d'huile dans l'environnement maritime. Selon un accord international en vertu de la convention MARPOL, la plupart des navires commerciaux doivent être équipés d'un outil permettant la séparation de l'eau et de l'huile, entrainant ainsi à la  séparation des contaminants du pétrole avant de pomper l'eau de cale par-dessus bord.
Le séparateur d'huile était soumis à une obligation qui datait de 1973, mais il est devenu évident depuis lors que ce dernier n'a pas été aussi efficace qu'espéré, car la supposée mauvaise utilisation de cet équipement (connu sous le nom de Magic pipe) a donné lieu à des poursuites pénales aux États-Unis et dans une moindre mesure en Europe.
À l'époque, la séparation des hydrocarbures se faisait simplement par le moyen d'un réservoir où le mélange subissait une décantation. Aujourd'hui, il s'agit d'un système bien plus complexe appelé ODMCS (Oil Discharge Monitoring and Control System) signifiant: système de surveillance et de contrôle des rejets d'hydrocarbures. Ce système est ensuite raccordé à une imprimante et les résultats se trouvent ainsi sur le Registre des hydrocarbures, document important et pouvant être contrôlé lors d'une inspection appelée en:Port State Control (PSC).